# HMS Cardiff (D108)
El HMS Cardiff (D108) fue un destructor británico del Tipo 42, el tercer navío de la Marina Real británica en llevar ese nombre en honor de la ciudad de Cardiff, capital de Gales. La construcción comenzó en los astilleros Vickers Shipbuilding and Engineering Ltd en Barrow-in-Furness, Cumbria; y fue completado por Swan Hunter en Tyne y Wear. El HMS Cardiff fue finalmente botado el 22 de febrero de 1974.
Durante sus casi 30 años en activo, el Cardiff participó en la guerra de las Malvinas, en donde  derribó un avión Canberra de la Fuerza Aérea Sur y recibió la rendición de la Fuerza de Tareas «Yapeyú», en Puerto Howard.
En la guerra del Golfo, su helicóptero embarcado Lynx hundió dos dragaminas iraquíes. Posteriormente participó en los preparativos de la invasión de Irak de 2003 dentro de la Armilla patrol, frustrando varios intentos de contrabando de petróleo, pero sin entrar en los combates de la coalición.
El Cardiff fue dado de baja en julio de 2005, con la distinción de haber recibido honores de batalla en dos ocasiones por su servicio en las guerras de las Malvinas e Irak. Fue enviado a Turquía para su desguace, en contra de las peticiones de antiguas dotaciones que solicitaban que fuera preservado como barco museo y atracción turística en Cardiff.

## Construcción
Los destructores Tipo 42 (también conocidos como clase Sheffield) fueron construidos en tres tandas; realizándose la construcción del Cardiff en la primera de ellas. Costó más de 30 millones de libras, el doble del precio originalmente previsto. La puesta en quilla se produjo el 6 de noviembre de 1972, en los astilleros de la Vickers Shipbuilding and Engineering Ltd., en el condado inglés de Cumbria. Su construcción quedó temporalmente paralizada por un déficit en la mano de obra disponible. Para solucionarlo fue preciso remolcarlo a los astilleros de Swan Hunter en Tyne y Wear, lugar en donde fue completado.
Los destructores Tipo 42 fueron diseñados como navíos antiaéreos equipados con Sea Dart, un sistema de misiles superficie-aire capaz de alcanzar objetivos a más de 30 nm (56 km) de distancia. El armamento secundario del Cardiff comprendía un cañón naval de 4,5 pulgadas (113 mm) que podía disparar proyectiles de 21 kg a distancias mayores de 22 000 metros. Después de la Guerra de las Malvinas, en donde dos destructores Tipo 42 fueron hundidos por los argentinos, toda la clase fue equipada con sistemas CIWS del modelo Phalanx, los cuales están formados por un cañón rotativo con una cadencia de 3000 disparos/minuto diseñado para derribar misiles antibuque.

## Historia operacional

### Primeros años
El Cardiff fue botado el 22 de febrero de 1974 teniendo como madrina a Caroline Gilmore. Tras un periodo de acondicionamiento y pruebas en la mar, el barco fue comisionado el 24 de septiembre de 1979 dando el mando al Capitán Barry Wilson. Durante sus primeros 12 meses en servicio activo, el Cardiff recorrió 13 000 millas (21 000 kilómetros) acometiendo diversas tareas. Regresó a su lugar de construcción, Tyne y Wear, en donde los empleados de Swan Hunter pudieron enseñar el navío a sus familias. Posteriormente, con la intención de crear lazos de unión con la ciudad que le daba nombre, el buque recaló en Cardiff siendo visitado por más de 7000 personas. Su tripulación ganó más de 1000£ destinadas a obras de caridad al participar en actos benéficos como carreras de bicicletas o una regata entre Portsmouth y Newcastle a lo largo del río Tyne. La emisora de la BBC de Wales emitió un especial desde el navío, apareciendo además en los canales nacionales BBC e ITV. En noviembre de 1979, el Cardiff coordinó las labores de búsqueda de supervivientes del MV Pool Fisher, que se hundió en frente de la Isla de Wight pereciendo buena parte de su tripulación.
En 1980 participó en el evento anual de las Jornadas de la Marina celebrado en Portsmouth y en el Puerto de Pórtland, en donde recibió un total de 17 300 visitantes. En octubre de ese mismo año realizó su primera visita al extranjero al recalar en Gante (Bélgica). A continuación pasó una 15 días realizando pruebas con los misiles Sea Dart en la costa de Aberporth, en Gales del Sur. Mientras estuvo en la zona, el destructor participó en las celebraciones del 75.º Aniversario del nombramiento de Cardiff como ciudad.

### Guerra de las Malvinas
El 2 de abril de 1982 las Fuerzas Armadas argentinas ocuparon las islas Malvinas, administradas hasta entonces por el Reino Unido. Se envió la Fuerza de Tareas 317, con la misión de reponer el control británico del archipiélago, en la Operación Corporate.
Un mes antes de empezar la guerra, el Cardiff, bajo el mando del capitán Michael Harris, había comenzado un despliegue de seis meses junto a la Armilla Patrol en aguas del golfo Pérsico. El Cardiff había relevado al HMS Sheffield, pero fue reasignado a la zona de operaciones de las Malvinas el 23 de abril. Partió en solitario hacia Gibraltar, uniéndose el 14 de mayo al Grupo Bristol compuesto por barcos británicos que ya navegaban rumbo sur hacia las Islas Malvinas.
Durante su travesía, la tripulación del Cardiff llevó a cabo varios ejercicios de entrenamiento, incluido la defensa contra ataques aéreos (tomando parte en las simulaciones aviones británicos Harrier y Jaguar), contra armas nucleares, biológicas y químicas; y misiles antibuque Exocet. A todos los destructores Tipo 42 de la Marina Real que participaron en la guerra se les ordenó pintar dos franjas negras verticales en la mitad del casco. Esto permitiría que sus submarinos pudieran distinguirlos de los dos destructores Tipo 42 que poseía Argentina. El 22 de mayo, el Cardiff atacó a un Boeing 707 de reconocimiento argentino, matrícula TC-92 del Segundo Escuadrón de Transporte Aéreo, Grupo 1. El avión fue detectado mientras seguía de cerca al Grupo Bristol, y el Cardiff recibió la orden de atacar. El destructor disparó dos misiles Sea Dart contra el avión a las 11:40 (hora local) desde la distancia máxima; el primero se quedó corto, y el segundo misil falló debido a las maniobras evasivas realizadas por la tripulación del avión. Después del ataque, el TC-92 descendió por debajo de la cobertura del radar y regresó a su base en El Palomar. El 25 de mayo, el Cardiff se encargó de la recogida de cuatro hombres del Servicio Aéreo Especial (SAS) que fueron lanzados en paracaídas desde un C-130 Hércules al sobrevolar al destructor.

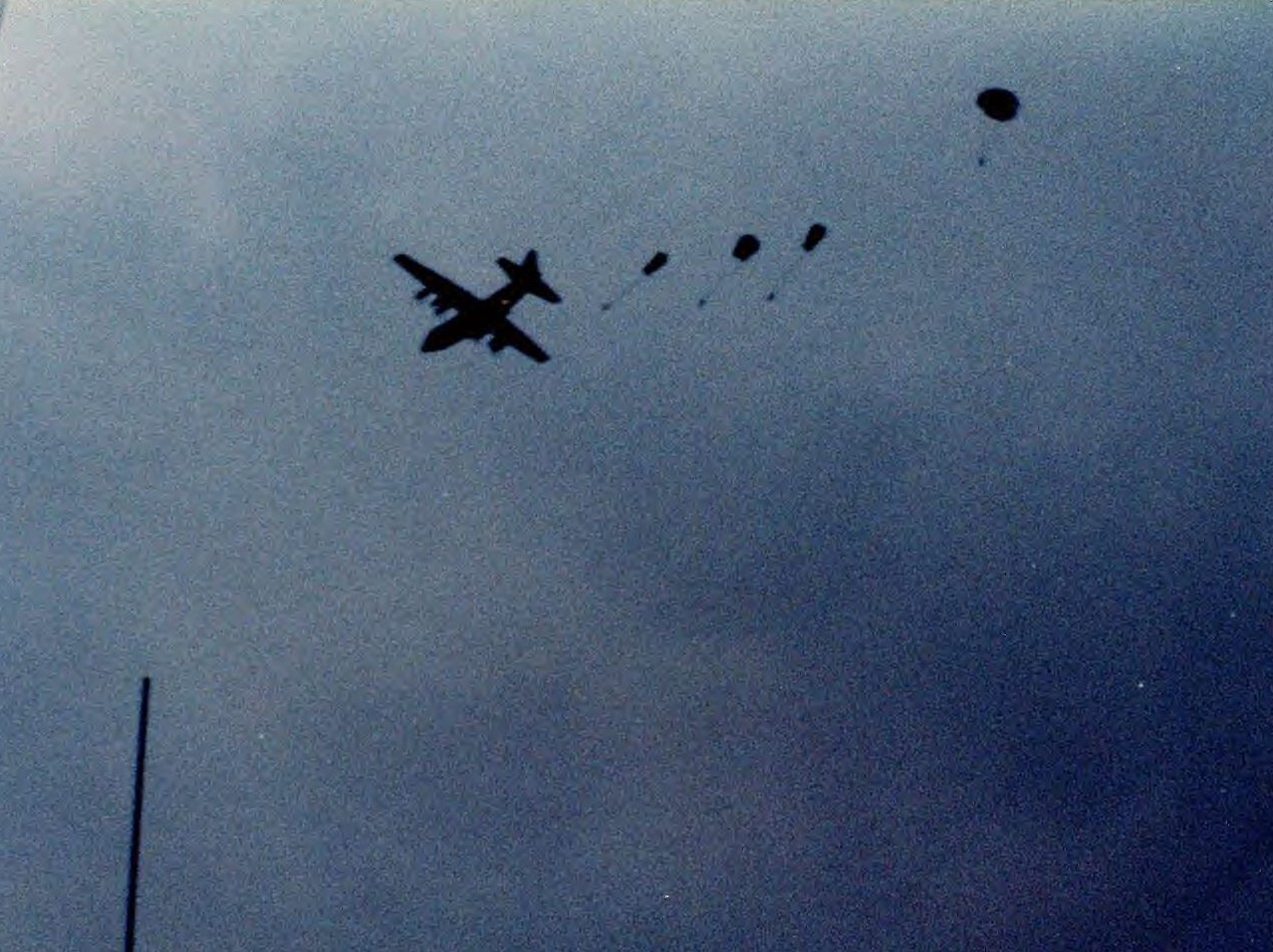
Cuatro hombres del SAS saltan en paracaídas al sobrevolar el Cardiff.

El Grupo Bristol se encontró con la fuerza operativa principal el 26 de mayo. La llegada del Cardiff permitió que el HMS Glasgow, dañado durante un bombardeo argentino, pudiera regresar al Reino Unido para las reparaciones correspondientes. El cometido principal del Cardiff fue formar parte del grupo de defensas antiaéreas, protegiendo a los barcos británicos de ataques aéreos y tratando de derribar aviones enemigos que operaban desde el aeropuerto de Puerto Argentino. También se le ordenó batir posiciones terrestres enemigas con su cañón de 4,5 pulgadas. En uno de los ataques disparó 277 proyectiles de alto-explosivo, aunque posteriormente problemas con dicha arma impidieron hacer un uso continuado de la misma.
Poco después de su incorporación al grupo principal, el Cardiff estuvo involucrado en el ataque al HMS Invincible. Durante las primeras horas del 6 de junio derribó un helicóptero amigo modelo Gazelle (matrícula XX377 del 656.º Escuadrón) matando a sus cuatro tripulantes, al pensar que se trataba de un C-130 Hércules volando a baja cota. Los factores que contribuyeron al error fueron un bajo nivel de comunicaciones entre el Ejército y la Armada, y que el identificador amigo-enemigo (IFF) del helicóptero fue desconectado debido a que interfería en otros equipos. Sin embargo, la comisión de investigación afirmó que no se podía atribuir negligencia alguna y que no debían tomarse medidas contra nadie. Posteriormente se pintó el número "205" en el lugar en donde la aeronave acabó estrellándose (51°47′01″S 58°28′04″O / -51.783600, -58.467786) en memoria de sus tripulantes, ya que dos de ellos pertenecían el 202.º Escuadrón de Señales. Aproximadamente una hora después del derribo, el Cardiff avistó cuatro lanchas de desembarco portando hombres pertenecientes al 2º Batallón de los Scots Guards. Habiendo sido informado de que no había otras fuerzas británicas en su sector, la tripulación del Cardiff supuso que se trataba de tropas argentinas, procediendo a iluminar con bengalas en preparación del ataque. Cuando los hombres del 2º Batallón vieron las intenciones del Cardiff, el oficial al mando de la lancha de desembarco, el mayor Ewen Southby-Tailyour, ordenó dirigirse a aguas poco profundas en un intento de escapar del ataque. El Cardiff, todavía aproximándose a la lancha, envió la palabra "amigo" utilizando una lámpara Aldis de señales luminosas; a lo que respondió Southby-Tailyour con un "del mismo lado". En ese momento el Cardiff «los dejó solos», sin atacarlos pero tampoco asistiéndoles, aunque se pudo evitar un nuevo incidente de fuego amigo.

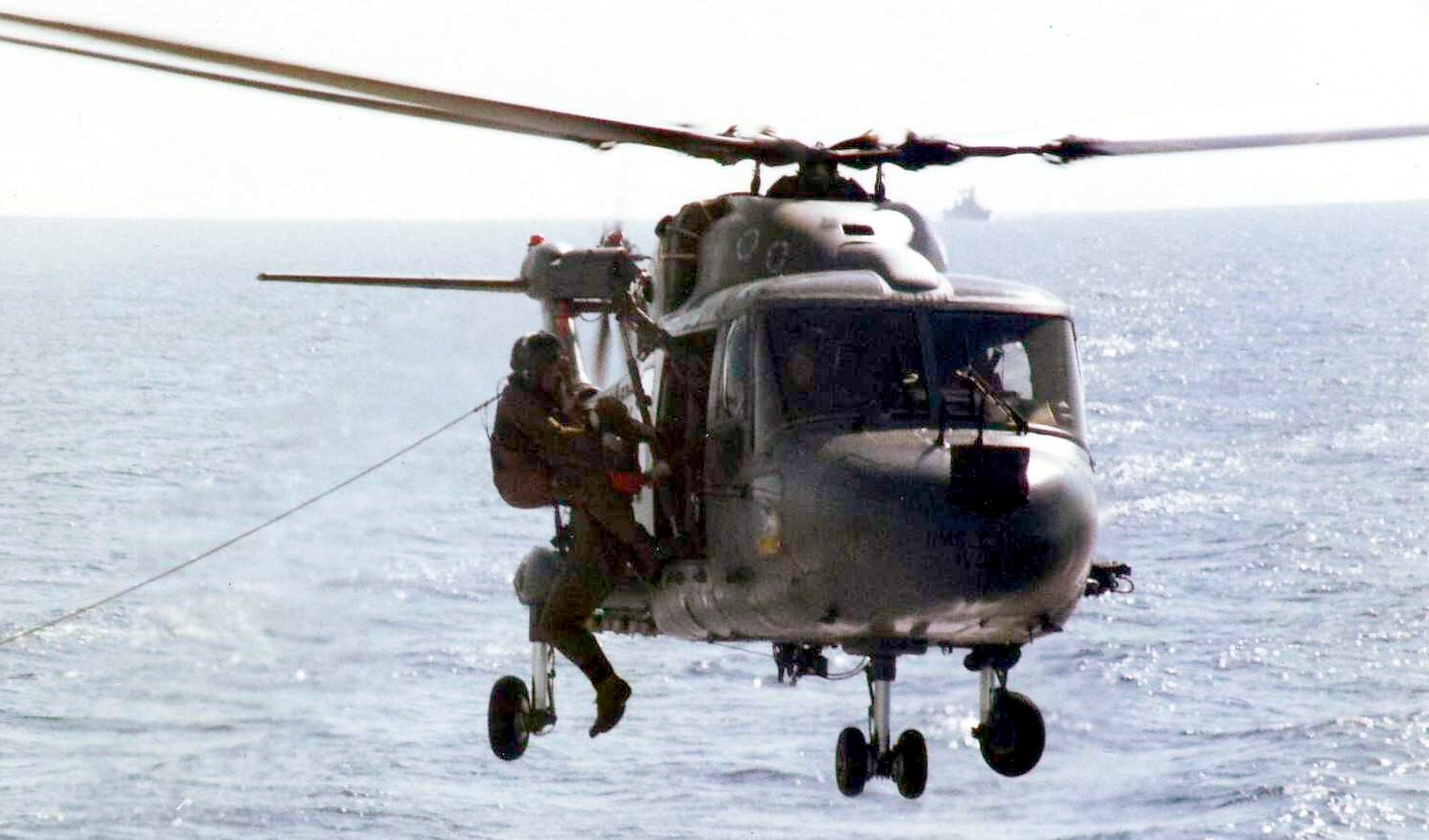
El helicóptero del Cardiff, pilotado por el teniente Christopher Clayton, realiza un entrenamiento de búsqueda y rescate meses antes de la guerra.

En la mañana del 13 de junio, dos cazabombarderos IAI Dagger argentinos atacaron el helicóptero embarcado del Cardiff, un Lynx matrícula 335 del 815 Escuadrón Aeronaval, mientras este patrullaba por el Estrecho de San Carlos. Las malas condiciones atmosféricas impidieron a las aeronaves argentinas ejecutar su misión original de bombardear el Monte Longdon, y el tercer Dagger de la formación sufrió un fallo mecánico lo que le obligó a regresar a base. El Lynx realizó maniobras evasivas y esquivó el ataque, siendo reconocido el piloto Christopher Clayton por su entrega en combate. Más tarde ese mismo día, el Cardiff derribó el que finalmente sería el último avión abatido del conflicto, un bombardero Camberra B-108 del 2º Grupo de Bombardeo que se dirigía a atacar Port Harriet House. El piloto, el capitán Pastrán, sobrevivió; pero no así el navegante, capitán Casado. Los restos mortales de Casado fueron descubiertos en 1986, pero no se identificaron como tal hasta 2008 a través de una prueba de ADN. Argentina se rindió el 14 de junio, y el Cardiff fue requerido para aceptar la rendición al día siguiente de 700 soldados argentinos fuertemente armados y atrincherados en Puerto Mitre. El Cardiff pasó el resto de julio vigilando el espacio aéreo en las cercanías de San Carlos.

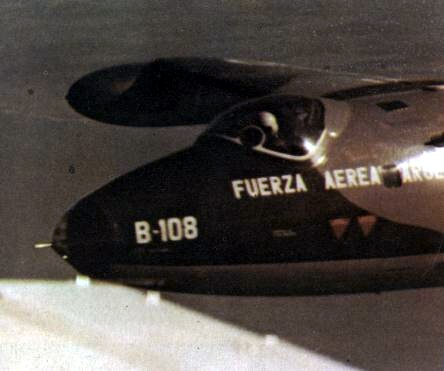
Bombardero Canberra BMK-62 B-108 perteneciente al Grupo 2 de Bombardeo. Esta aeronave argentina, última pérdida del conflicto, fue abatida por el Cardiff.

A lo largo de la contienda, el Cardiff disparó nueve misiles Sea Dart y un torpedo Mk 46. Regresó al Reino Unido el 28 de julio de 1982, después de dejar las Malvinas tres semanas antes junto a los buques HMS Exeter y HMS Yarmouth. El capitán Michael Harris dejó el mando el 24 de agosto de 1982, después del periodo anual de mantenimiento. Tras la guerra, todos los destructores Tipo 42 fueron equipados con montajes dobles Oerlikon de 30 mm dispuestos a babor y estribor para defenderse de ataques aéreos. Dichos cañones fueron posteriormente remplazados por un sistema CIWS Phalanx.

## Guerra del Golfo
Cuando el Irak gobernado por Saddam Hussein invadió Kuwait el 2 de agosto de 1990, el Secretario de Estado para la Defensa del Reino Unido, Tom King, se apresuró a comunicar que la presencia militar británica en la región sería incrementada. Se creó la coalición de naciones aliadas bajo el amparo de la ONU, y un grupo naval combinado entró en el Golfo Pérsico con rumbo norte, neutralizando las unidades de la Armada Iraquí que iban apareciendo, y realizando posteriormente fuego de apoyo y misiones contraminas en preparación del desembarco de la fuerza anfibia.
En septiembre de 1990, los buques de Su Majestad Cardiff, Brazen y London fueron desplegados en el Grupo X-Ray y enviados al Golfo para relevar al Grupo Whiskey de la Armilla Patrol, que estaba compuesto por las unidades Battleaxe, Jupiter y York. El Cardiff y el Gloucester pasaron a desempeñar labores de defensa aérea de los tres portaaviones estadounidenses, el Midway, el Ranger y el Theodore Roosevelt. Tenía además otras responsabilidades, que incluían la vigilancia de superficie para mantener la seguridad en torno al grupo de ataque y misiones de abordaje de barcos sospechosos de evadir el bloqueo.

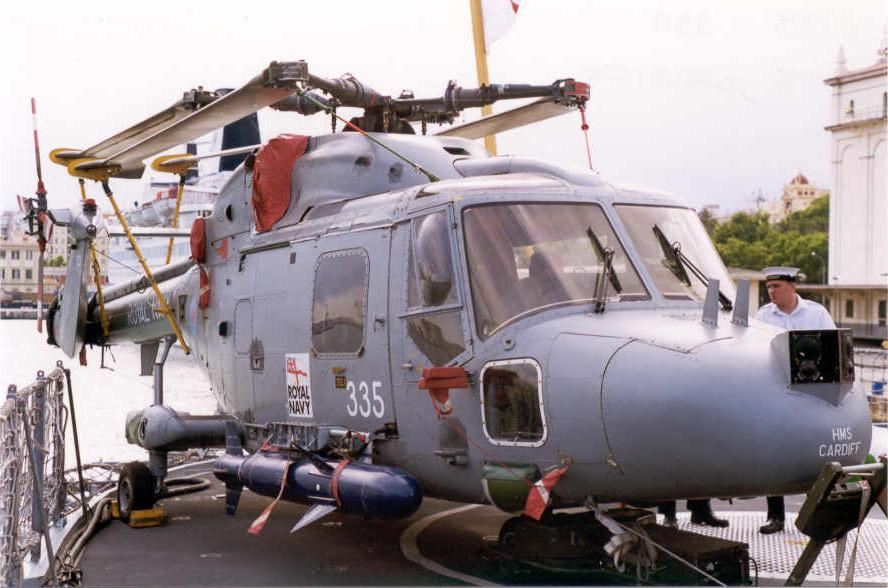
El Lynx embarcado del Cardiff, matrícula 335, equipado con un misil Sea Skua.

Los helicópteros Lynx de la Marina Real Británica trabajaron en combinación con los Seahawks de la Marina de los Estados Unidos durante la Guerra del Golfo. Los helicópteros estadounidenses carecían de un misil antibuque efectivo, pero tenían mejores capacidades de vigilancia que los Lynx británicos. Podían localizar unidades enemigas para que a continuación las aeronaves británicas las atacaran con misiles Sea Skua. En total, los Lynx realizaron aproximadamente 600 salidas durante la Guerra del Golfo, mientras que sus tripulaciones realizaron tres veces más horas de vuelo que lo habitual.
El helicóptero Lynx embarcado en el Cardiff, matrícula 335 del Escuadrón Aeronaval 815, fue testigo de más acciones de combate que el destructor durante el conflicto. El 24 de enero de 1991, la aeronave localizó tres dragaminas iraquíes en las proximidades de la isla Qaruh, atacándolas a continuación con el resultado de dos de ellas hundidas. Más tarde ese mismo día, las fuerzas de la coalición tomaron la isla, convirtiéndose en el primer territorio kuwaití en ser liberado. Cinco días más tarde, junto a helicópteros Lynx de los barcos Gloucester y Brazen, atacaron unidades iraquíes que se dirigían a la Batalla de Khafji. El Cardiff y su grupo fueron relevados a finales de enero por el Grupo Yankee, compuesto por las unidades británicas Brave, Brilliant, Exeter y Manchester.

## Tras la Guerra del Golfo
Después de la Guerra del Golfo, los despliegues del Cardiff incluyeron la participación en la Standing Naval Force Mediterranean, una fuerza de reacción rápida de la OTAN en el Mediterráneo; patrullas contra el narcotráfico en aguas del Caribe, durante las cuales hubo de realizar labores de auxilio en la isla de Eleuthera debido al paso del huracán Andrew; regresando posteriormente al Golfo durante siete meses.
El 14 de octubre de 1994, como respuesta a un nuevo despliegue de tropas iraquíes cerca de la frontera kuwaití se inició la Operación Vigilant Warrior liderada por los Estados Unidos. La operación fue diseñada para hacer frente a la situación "ruido de sables" que Saddam Hussein pretendía crear, enviando para ello un gran contingente de tropas a Kuwait. Los buques Cornwall y Cardiff fueron la aportación británica. La operación finalizó el 21 de diciembre de 1994, cuando Saddam retiró las tropas de la frontera.

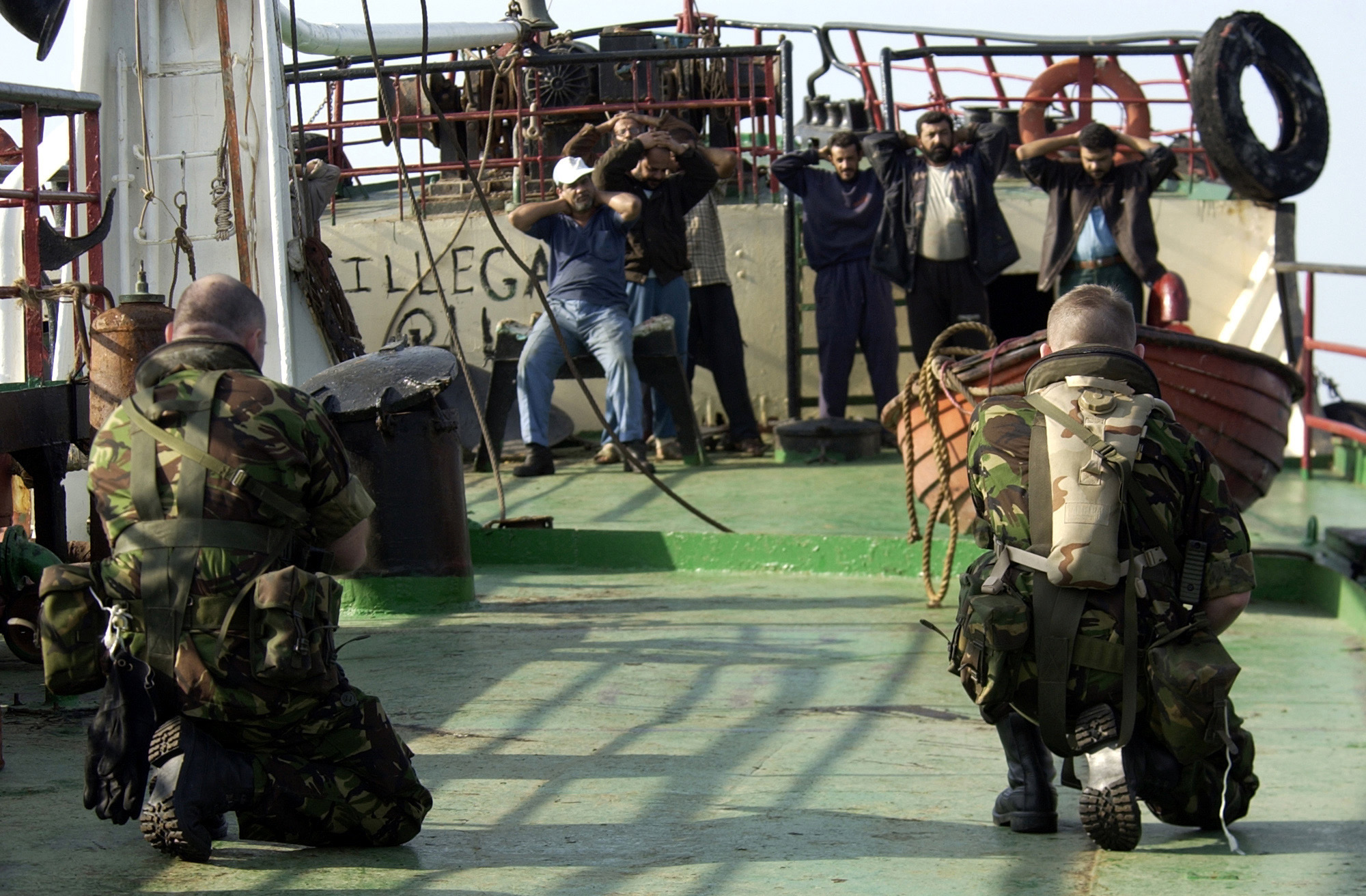
Personal del Cardiff custodia a la tripulación de un pretrolero iraquí durante su última participación en la Armilla Patrol a finales de 2002.

Después de su regreso al Reino Unido tras la Operación Vigilant Warrior, el Cardiff participó en 1995 en las maniobras de la OTAN "Strong Resolve", unos ejercicios de entrenamiento sobre gestión de crisis realizados cada cuatro años. A continuación el destructor realizó un Operational Sea Training (OST) en la Isla de Pórtland como preparación antes asumir el mando de la Flota de Escolta Rápida, la cual debe ser capaz de desplegarse en cualquier lugar del mundo en un tiempo mínimo. Después de terminar el OST, el Cardiff participó en el 50.º Aniversario del Día la Victoria celebrado en Copenhague y Oslo, proporcionando también entrenamiento a los candidatos para oficiales de navegación de fragata y destructor. Semanas más tarde, el barco visitó la ciudad de Cardiff para conmemorar el Día de la Victoria contra Japón, después del cual se dirigió a Plymouth para realizar maniobras. A continuación tomo parte de la Operación Bright Star, un ejercicio multinacional de carácter bianual desarrollado en Egipto. En noviembre, el Cardiff se convirtió en el primer barco de la Marina Real Británica en recalar en Beirut después de 27 años, apadrinando la creación del Beirut Phoenicians Rugby Club; a lo que continuó visitas a Tunicia y Gibraltar.
En 2000, como parte de la Royal Navy's Atlantic Patrol Task North, el Cardiff pasó seis meses en aguas del Caribe junto al RFA Black Rover. Proporcionaron ayuda humanitaria a la isla de Cayo Corker, cercana a Belice continental, tras el paso del huracán Keith. Además de despejar vías de comunicación, distribuir suministros y asegurar edificios y líneas de electricidad; el cirujano y equipo médico del Cardiff se encargaron de proporcionar cobertura sanitaria. En octubre ambos barcos participaron en el ejercicio de la OTAN "Unified Spirit" frente a la costa este de los Estados Unidos. El "Unified Spirit" es un ejercicio de entrenamiento celebrado cada cuatro años dirigidos por la OTAN fuera de la zona de operaciones de paz de la ONU. En el mismo año, el destructor tomo parte del Ejercicio de Batalla Naval de la Marina de los Estados Unidos después de que su sistema de combate fuera integrado en el Digital Fires Network.
El Cardiff participó por última vez en la Armilla Patrol a principios de 2003. Durante ese tiempo en el Golfo Pérsico, el destructor impidió el contrabando desde Irak de carga valorada en 2 millones de libras, inspeccionando 178 cargueros y confiscando más de 25 000 toneladas de petróleo. El Cardiff fue relevado por el HMS Richmond antes del comienzo de la Invasión de Irak, y regreso a Portsmouth el 4 de abril de 2003. A finales de ese año, el destructor participó en el ejercicio de demostración anual "Sea Days", y en octubre fue utilizado para las pruebas de la Red Táctica Naval de la empresa QinetiQ.
En 2005, el Cardiff participó en la Parada Naval Internacional del 200.º Aniversario de la Batalla de Trafalgar, justo dos semanas antes de que fuera dado de baja.

## Baja y desguace

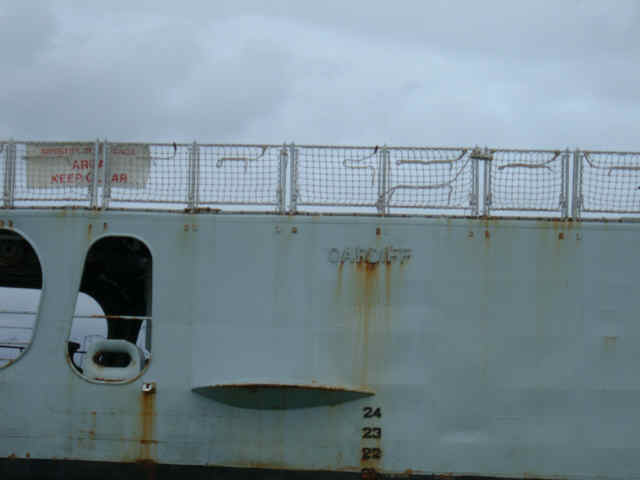
El nombre del Cardiff situado a estribor oxidado. 2007.

En principio el Cardiff debía de ser reemplazado en 2009 por el HMS Daring, el primero de la nueva clase de destructores de la Marina Real Británica Tipo 45. Sin embargo, en julio de 2004 se hizo público que el Cardiff sería uno de los buques en ser retirados del servicio prematuramente, de acuerdo con el libro blanco de las Fuerzas Armadas Británicas "Delivering Security in a Changing World" (Despliegue de Seguridad en un Mundo Cambiante).
El Cardiff fue dado de baja el 14 de julio de 2005, después de hacer una visita final a la ciudad que le daba nombre, en donde se invitó a los ciudadanos a subir a bordo. Posteriormente permaneció en el Puerto de Portsmouth (50°49′07″N 1°07′50″O / 50.818486, -1.130644) al lado del barco de su misma serie HMS Newcastle, hasta que fue enviado a Turquía en 2008 para su desguace. Después de una ceremonia en el Ayuntamiento de Cardiff, la campana fue retirada y colocada en la nave norte de la Iglesia de St John's Parish en la misma ciudad. Legisladores de la Asamblea Nacional de Gales y antiguos miembros de la tripulación pidieron, sin éxito, que el Cardiff fuese transformado en un barco museo como atractivo turístico de la ciudad. En 2007 se anunció que el HMS Dragon, un destructor Tipo 45, sería el próximo barco de la Marina Real Británica afiliado con la ciudad de Cardiff.